# Gastone Ballarini
Gastone Fabio Ballarini (Camerano, 6 aprile 1937 – Macerata, 3 settembre 1982) è stato un calciatore italiano, di ruolo portiere.

## Carriera
Cominciò con il ciclismo, vincendo anche un titolo regionale, e poi passò al calcio. Giocava nel ruolo di portiere e militò per sei stagioni nel Foggia da dodicesimo, accompagnando i pugliesi a metà degli anni sessanta, dalla Serie C alla Serie A. (solo nella seconda stagione coi rossoneri, nel campionato di Serie B 1962-1963, riuscì a scendere in campo con continuità, alternandosi fra i pali con Renzo Biondani). Concluse la carriera nel 1968 a Ravenna in Serie C.
Quando militava nel Foggia, diventò protagonista di uno storico evento: il 5 settembre 1965, allo stadio Comunale di Torino in Juventus-Foggia, gara inaugurale del campionato di Serie A, per la prima volta nella storia del calcio italiano venne impiegato il portiere di riserva. Avvenne al 16' del secondo tempo, quando l'allenatore Oronzo Pugliese sostituì il titolare Giuseppe Moschioni che fu costretto ad uscire dal campo dopo uno scontro con il bianconero Vincenzo Traspedini, e mise in campo il dodicesimo, Ballarini appunto.
In carriera ha totalizzato 7 presenze in Serie A (l'esordio in massima serie avvenne proprio nel già citato incontro con la Juventus) e 19 presenze in Serie B.
È il nonno materno del calciatore Alessandro Sbaffo.

## Palmarès

### Club

#### Competizioni nazionali
- Serie C: 1

Foggia: 1961-1962
- Promozione in Serie A: 1

Foggia: 1963-1964